# Mount Allen (Stewart Island)
Der Mount Allen ist mit 750 m der zweithöchste Berg auf Stewart Island, der drittgrößten Insel Neuseelands.

## Geographie
Der Berg liegt mittig im südlichen Teil der Insel, etwa 25 km südwestlich von Oban, der einzigen Ortschaft der Insel. Im Norden liegt mit dem 980 m hohen Mount Anglem/Hananui der höchste Berg derselben. Der Mount Allen liegt innerhalb der Tin Range, in deren nördlichen Verlauf mit dem Blaikies und dem Table Hill zwei weitere Siebenhunderter liegen. Wasser an der Südostflanke führt der Kopeka River ab. Die drei Berge sowie der Fluss sind Teil des Rakiura-Nationalparks, der weite Teile der Insel umfasst.

## Geschichte
Den Namen erhielt der Berg nach Harry Allen, der zwischen 1880 und 1882 auf der Suche nach Gold zusammen mit Louis Longuet als erster Europäer über Land von Port Pegasus/Pikihatiti nach Paterson Inlet/Whaka a Te Wera gelang.

## Geologie
Das Basisgestein besteht hauptsächlich aus metamorphem Gestein, genauer aus Orthogneis von Granodiorit und Biotit mit Blätterstruktur. Es stammt aus dem Karbon und ist etwa 323 bis 359 Millionen Jahre alt.